# Bolbitis fluviatilis
Bolbitis fluviatilis är en träjonväxtart som först beskrevs av William Jackson Hooker, och fick sitt nu gällande namn av Ren-Chang Ching. Bolbitis fluviatilis ingår i släktet Bolbitis och familjen Dryopteridaceae. Inga underarter finns listade.